# Palazzo della Banca d'Italia (Siena)
Il palazzo della Banca d'Italia è un edificio situato in via della Stufa secca a Siena.

## Storia
La costruzione della Banca d'Italia a Siena nacque a seguito di una lunga gestazione che ebbe inizio negli anni settanta quando già si discuteva sulla scelta dell'area. Nel 1977 la Banca decise di acquistare il lotto di terreno posto nel settore nord ovest della città, nella contrada della Lupa, rinunciando all'idea iniziale di realizzare la nuova sede in pieno centro storico, recuperando un preesistente palazzo quattrocentesco. La posizione prescelta per erigere la nuova filiale fu motivata principalmente dalle preoccupazioni relative alla sicurezza e all'accessibilità del luogo, che trovandosi in una posizione leggermente più marginale rispetto al centro storico, anche se in un punto delicatissimo del tessuto urbano, avrebbe offerto maggiori vantaggi sotto questo punto di vista.
Altra fase non facile nella genesi dell'opera è stata quella relativa all'incarico per la progettazione; dopo un'attenta ricerca critica, che portò la committenza a mettere insieme un certo numero di nominativi, la scelta cadde sull'architetto Enzo Zacchiroli che venne posto di fronte alla richiesta di realizzare una nuova sede bancaria che rispondesse ai criteri prioritari della sicurezza e di un elevato livello qualitativo dei servizi.
Con l'affidamento del progetto, avvenuto nel 1984, ebbe inizio il lungo iter progettuale. Come racconta lo stesso Zacchiroli i primi mesi sono dedicati alla ricognizione del luogo e alla riflessione sul come fare un edificio "moderno" nel centro storico di Siena, che avrebbe dovuto evitare la ripetizione dell'antico ma al tempo stesso parlare il linguaggio senese.
Partendo dalle indicazioni del Piano regolatore generale, che sottoponeva l'area in oggetto ad un piano particolareggiato elaborato da Ludovico Quaroni, Zacchiroli si attenne alle prescrizioni dettate dallo strumento urbanistico, che prevedeva di demolire i vecchi edifici a carattere industriale e artigianale presenti sul lotto. Unica variante introdotta è stata il recupero della palazzina ottocentesca, della quale era previsto il mantenimento della sola facciata principale.
Nel 1985 Zacchiroli presentò il progetto di massima, elaborato con la collaborazione di Robert Coath, Elena e Michele Zacchiroli, e nel febbraio 1986 il primo progetto esecutivo al quale seguì una variante definitiva nel maggio dell'anno successivo.
I lavori, durati circa cinque anni, sono stati preceduti da notevoli opere di sbancamento e di stabilizzazione del pendio, resesi necessarie, data la complessa situazione geomorfologica del luogo.
Anche da un punto di vista tecnico e costruttivo l'opera presentò non poche difficoltà, in particolare la progettazione degli apparati tecnologici per la quale Zacchiroli si avvalse della proficua collaborazione con la committenza che fornì gran parte degli schemi funzionali adottati. Fra questi la soluzione per la posa degli impianti negli uffici e nei saloni per il pubblico dove è stato realizzato un pavimento galleggiante - in travertino nei saloni e in legno negli uffici - in modo da creare un'intercapedine dove alloggiare tutta l'impiantistica.
Ai risultati di quest'architettura concorsero quindi vari fattori, dalla cura minuziosa del dettaglio ad alcune scelte essenziali come l'impiego di una manodopera altamente specializzata e l'uso magistrale del mattone fatto realizzare nella misura senese e fabbricato a mano con pasta molle, non geliva e stuccato con malta bastarda ed inerte di tufo di cava.

## La critica
Il tema del rapporto tra nuovo e antico, peraltro già affrontato in altre occasioni progettuali da Enzo Zacchiroli, costituisce il motivo basilare che sta alla radice di tutto il lavoro per la nuova banca senese. La matrice del progetto nacque così da un'attentissima analisi degli elementi capaci di accordarsi con il volto urbano della città antica che l'architetto bolognese ha attentamente indagato in fase preliminare studiandone il sito, la storia e le vicende degli edifici.
Egli stesso scrisse nella relazione che accompagnava il progetto: «[...] con un'attenta osservazione degli edifici esistenti si è cercato di estrapolare l'armonia del colore e della dimensione architettonica della città per trasmetterli nell'opera progettata per un preciso suo inserimento nel contesto urbano.»
La continuità formale e la coscienza storica del sito emergono come tratti distintivi da questo episodio architettonico singolarmente inserito che vede trasferiti a scala edilizia i suggerimenti dell'ambiente pur evitando ogni operazione mimetica.
Il manufatto entra in simbiosi con il luogo e lo interpreta; la discrezione con cui l'architetto ha voluto confrontarsi con la città è denunciata dal basso volume del corpo di fabbrica su via della Stufa Secca, mentre avvicinandosi all'edificio da sud esso appare in tutta la sua massa disarticolata costituita dalla frammentarietà dei volumi ricomposti quasi confusamente, ma tuttavia intelligibili, che non si arrampicano sul pendio ma lo interpretano e lo concludono.

## Architettura

### Ubicazione
Il nuovo insediamento sorge su un pendio delimitato superiormente da via della Stufa Secca e inferiormente dalla via Pian d'Ovile tra le quali vi è un dislivello di circa 20 metri.
L'intera operazione architettonica s'inserisce nel circostante tessuto edilizio mediante un articolato e fluido sistema di rampe e gradinate che mettendo in comunicazione i due dislivelli del pendio convergono nel piazzale antistante la banca vera e propria e creano così una sorta di dilatazione dello spazio pubblico.
Il tema formale compositivo principale è la cortina muraria, la cui massiccia plasticità caratterizza formalmente l'opera. Essa, ignorando le trasparenze, appare come una superficie tesa tagliata da squarci e feritoie che dà origine a una trama decorativa costituita dalle strombature delle finestre e dagli sguanci degli stipiti oltre che dal contrasto fra la flessuosità della linea curva e l'acutezza degli spigoli.

### Esterno
L'opera si configura come un complesso architettonico estremamente articolato sia volumetricamente che planimetricamente, essendo costituito dall'assemblaggio di tre corpi di fabbrica che concatenano le diverse funzioni della Banca.
Il primo corpo, che presenta una scalettatura del volume in senso trasversale mostrando cinque piani verso valle e due a monte, accoglie nei tre piani superiori gli uffici direzionali e nei livelli inferiori le centrali. Verso via della Stufa Secca questo edificio è completato da un volume a un piano con pianta a "U" contenente un corridoio coperto che delimita un cortile interno sistemato a verde.
Il secondo corpo, che contiene le casse e le funzioni primarie, è il più complesso morfologicamente. Esso si innesta al precedente creando un nodo nel quale si apre, in posizione arretrata rispetto all'allineamento stradale degli altri due fabbricati, l'ingresso pedonale dei dipendenti. Il suo prospetto verso il piazzale risulta fortemente caratterizzato dalla presenza nell'angolo nord di uno sperone triangolare che rimanda alla solidità delle antiche fortezze medioevali.

### La palazzina Ottocentesca
Il terzo edificio è quello costituito dalla palazzina ottocentesca che, sottoposta a vincolo monumentale, è stata completamente ristrutturata e inserita nel nuovo complesso edilizio. Questa, allineata su via della Stufa Secca, si sviluppa su tre piani oltre la copertura ed è a pianta pressoché rettangolare. Al piano terra si apre l'accesso al pubblico che attraverso un atrio d'ingresso immette nel salone sul quale prospettano i banconi delle casse, mentre ai piani superiori si trovano gli appartamenti direzionali.
L'intervento è completato da una piccola costruzione che sorge sulla destra della banca, nel prospetto posteriore, a ridosso del vecchio tessuto urbano; si tratta della residenza del custode inizialmente non prevista dal progetto e aggiunta in fase successiva perché, come dice l'autore, "ci avanzava qualche metro cubo".
La piccola costruzione si raccorda all'edificio della banca stemperandone il linguaggio robusto e immettendo nella composizione dell'insieme un tono di umanità e cordialità, temi da sempre presenti nell'architettura di Zacchiroli.